# Paseo Mirador Atkinson

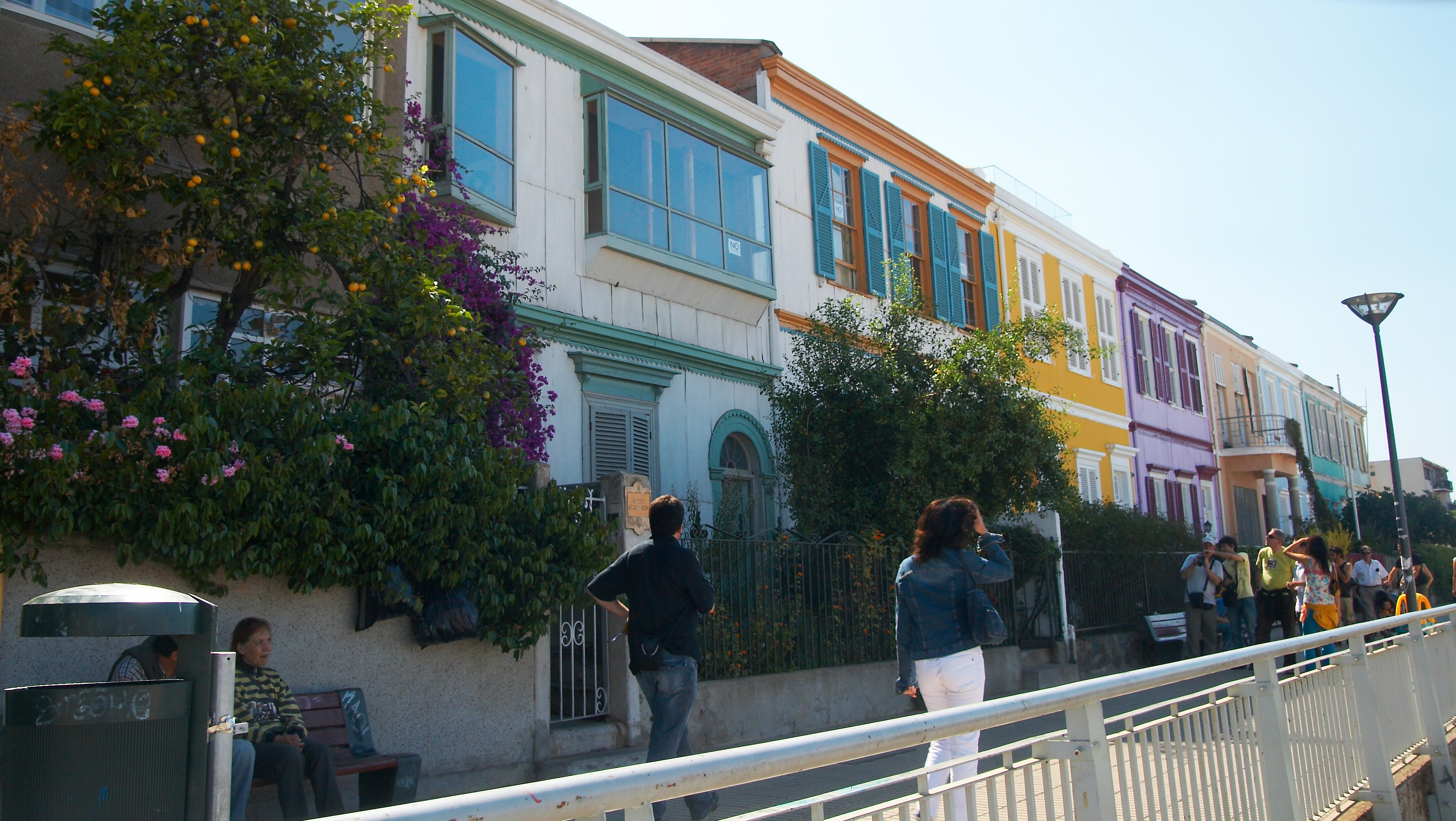
Paseo Mirador Atkinson und ihre bunten Häuser

Der Paseo Mirador Atkinson ist ein touristisch bedeutsamer Fußgängerweg und Aussichtspunkt auf dem Cerro Concepción, in Valparaíso, Chile. Er liegt auf einer Höhe zwischen 40 und 50 Metern über dem Meeresspiegel.

## Geschichte
Das heutige Hügelland, auf dem sich der Fußgängerweg und die Aussichtsplattform befinden, war im Besitz des britischen Ingenieurs Joshua Waddington. Ab 1825 bot er kleinere Grundstücke zum Verkauf an, um neu angekommenen britischen und deutschen Einwanderern in der Hafenstadt eine Unterkunft zu ermöglichen. Es gibt Hinweise darauf, dass spanische Criollos im 18. Jahrhundert an dieser Stelle einen Platz errichteten, um Chueca zu spielen, eine Sportart, die dem Feldhockey ähnelt. Die Urbanisierung dieses Sektors stellte angesichts des unebenen Geländes und der steilen Klippen eine anspruchsvolle Herausforderung dar, wodurch die Gegend für die ansässige Bevölkerung als weniger attraktiv galt. Dennoch gelang es europäischen Einwanderern, in diesem Bereich erste Wohnhäuser zu errichten und mit der Entwicklung von Straßen und Treppen zu beginnen, die den Zugang zum flacheren Teil der Stadt erleichterten. Auf diesen kleinen Grundstücken bauten die Einwanderer ihre ersten Quintas, Häuser mit großen Höfen, wo sie Gärten und Obstgärten anlegen konnten. Die Deutsche Wohltätigkeitsgesellschaft Valparaíso (DWG Valparaíso) erwarb Grundstücke für den Bau einer Schule und anderer Einrichtungen.
Der Esmeralda-Aufzug war zwischen 1908 und 1945 in Betrieb und stellte eine Verbindung zwischen dem flachen Stadtbereich und der Fußgängerpromenade her.

## Merkmale
Der Name dieses Ortes ehrt Juan Atkinson McFarlan, einen chilenisch-britischen Geschäftsmann, der sich dem Schiffsbau widmete und maßgeblich am Bau eines Komplexes im viktorianischen Stil im Jahr 1886 beteiligt war. Diese Reihe von farbenfrohen Häusern ist bis heute erhalten geblieben und stellt eine bedeutende Touristenattraktion der Stadt dar. Jedes Haus zeichnet sich durch einen individuellen Vorgarten sowie durch eine schlichte, klassisch gestaltete Fassade aus. Vom Aussichtspunkt aus hat man einen Panoramablick auf die flache Gegend von Valparaíso sowie einen direkten Blick auf den Pazifischen Ozean. Entlang der Promenade haben sich Kunsthandwerker und Maler niedergelassen, die an Ständen ihre handgefertigten Produkte anbieten. Wenn man weiter in den Hügel hineingeht, kann man die Evangelisch-Lutherische Kirche des Heiligen Kreuzes erreichen.

## Galerie

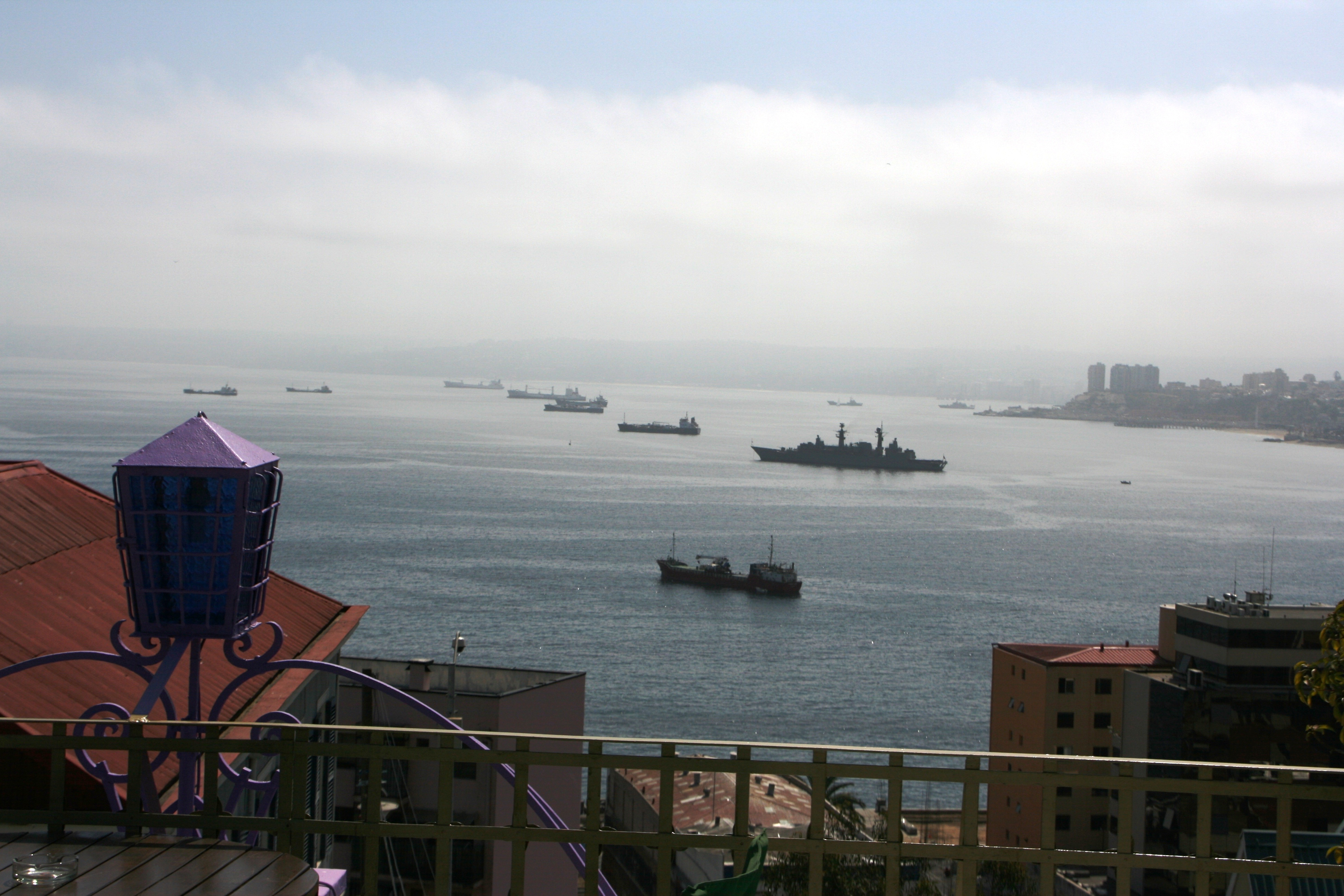
Meerblick vom Aussichtspunkt
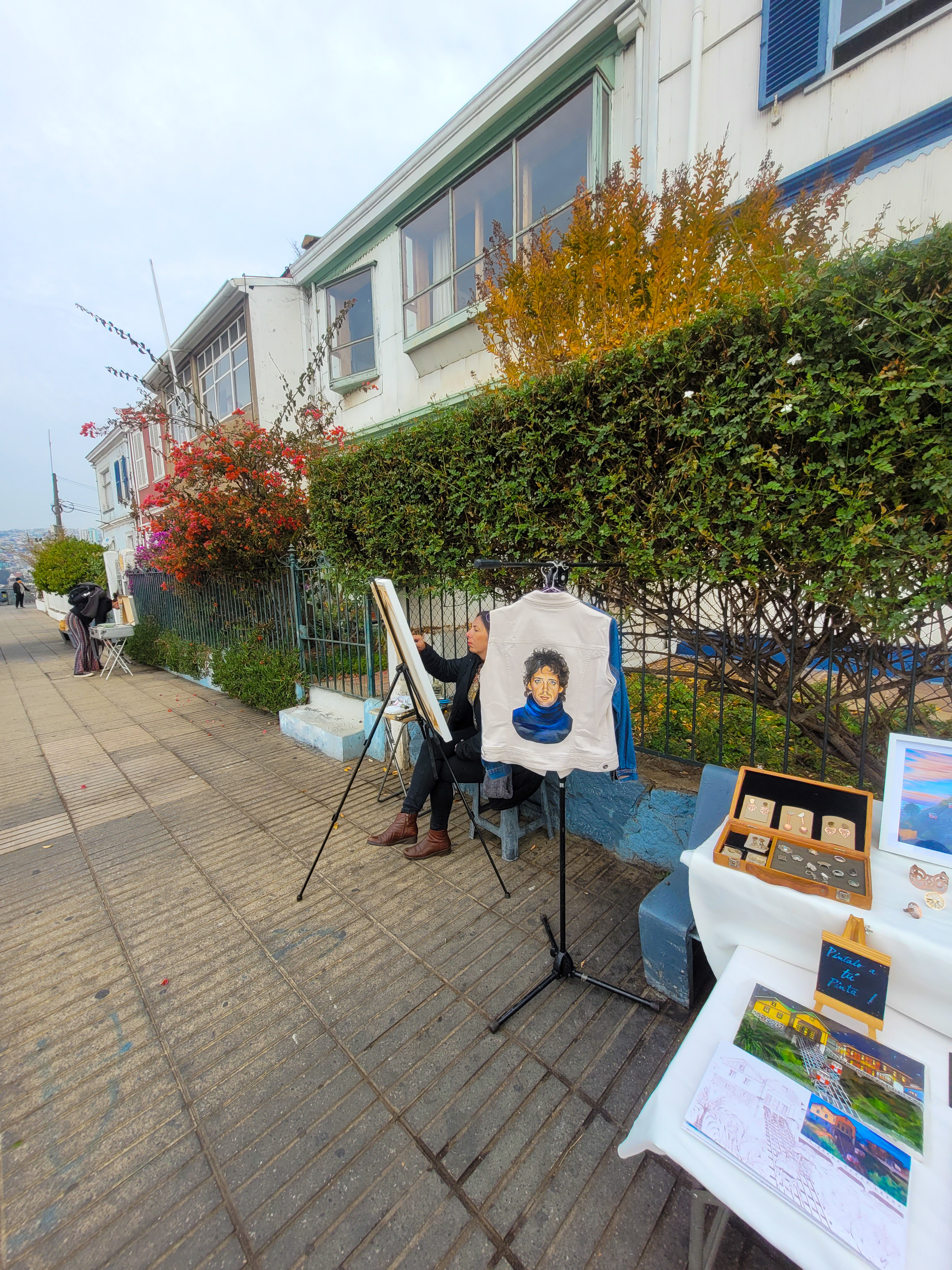
Künstlerische Maler auf der Promenade
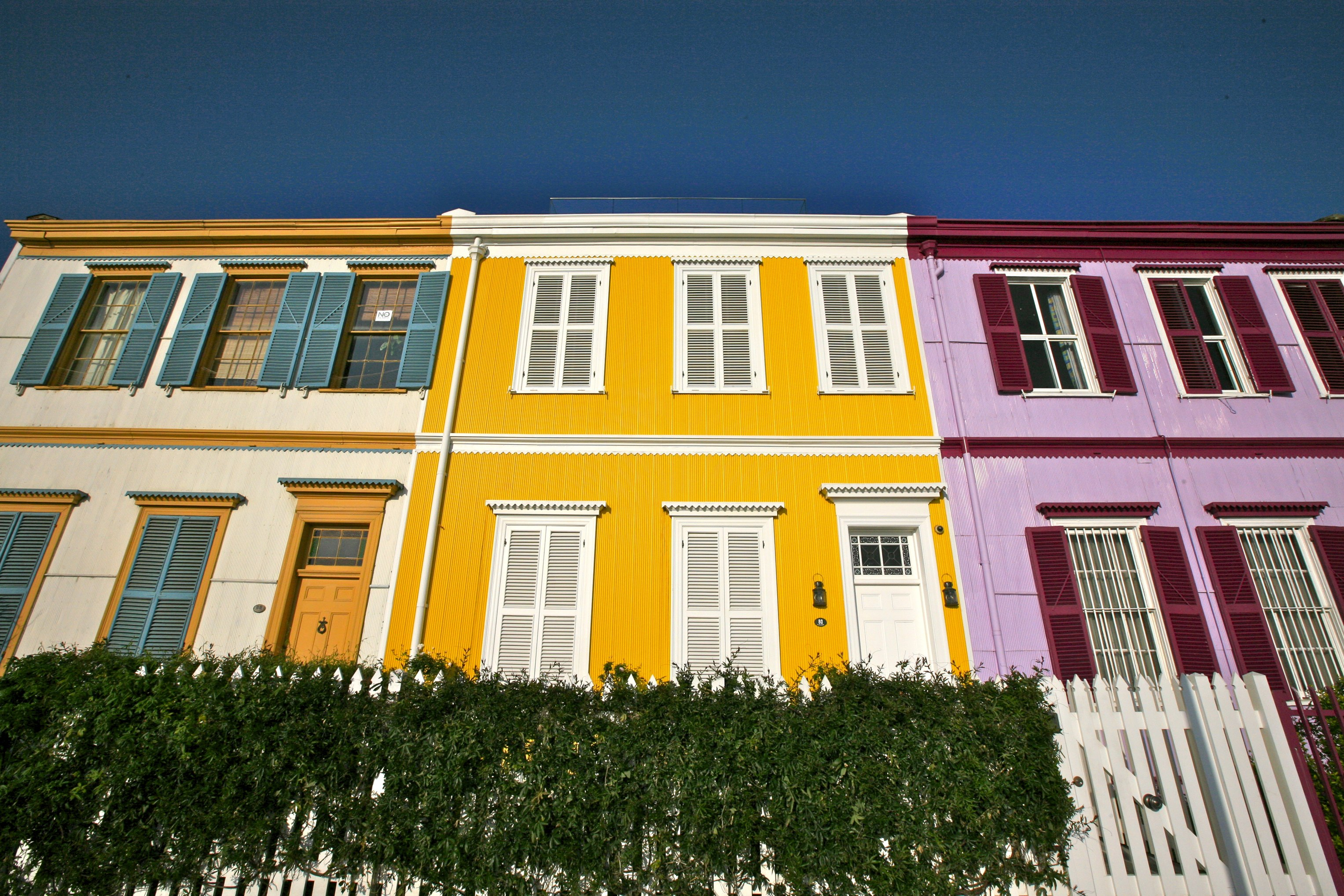
Detail der bunten Häuser
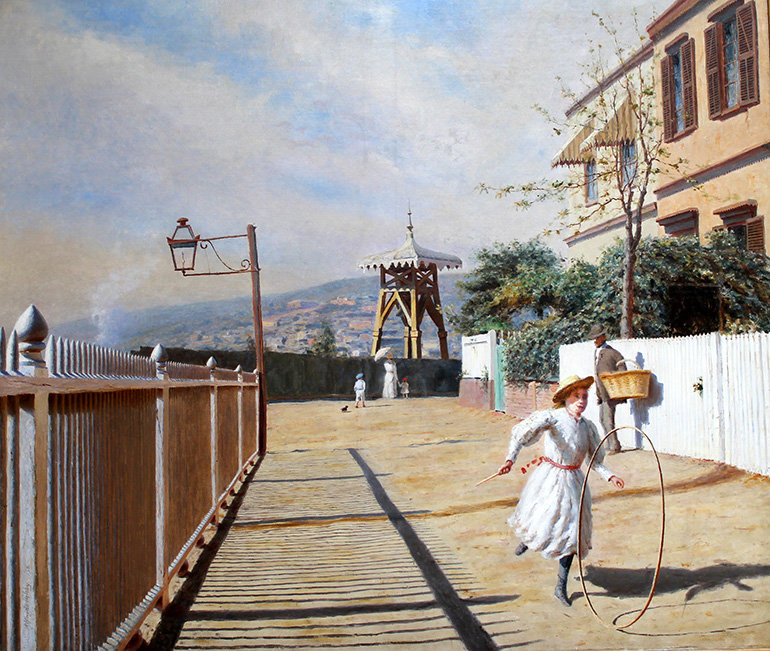
Paseo Atkinson im 1896. Gemälde von Alfredo Helsby.
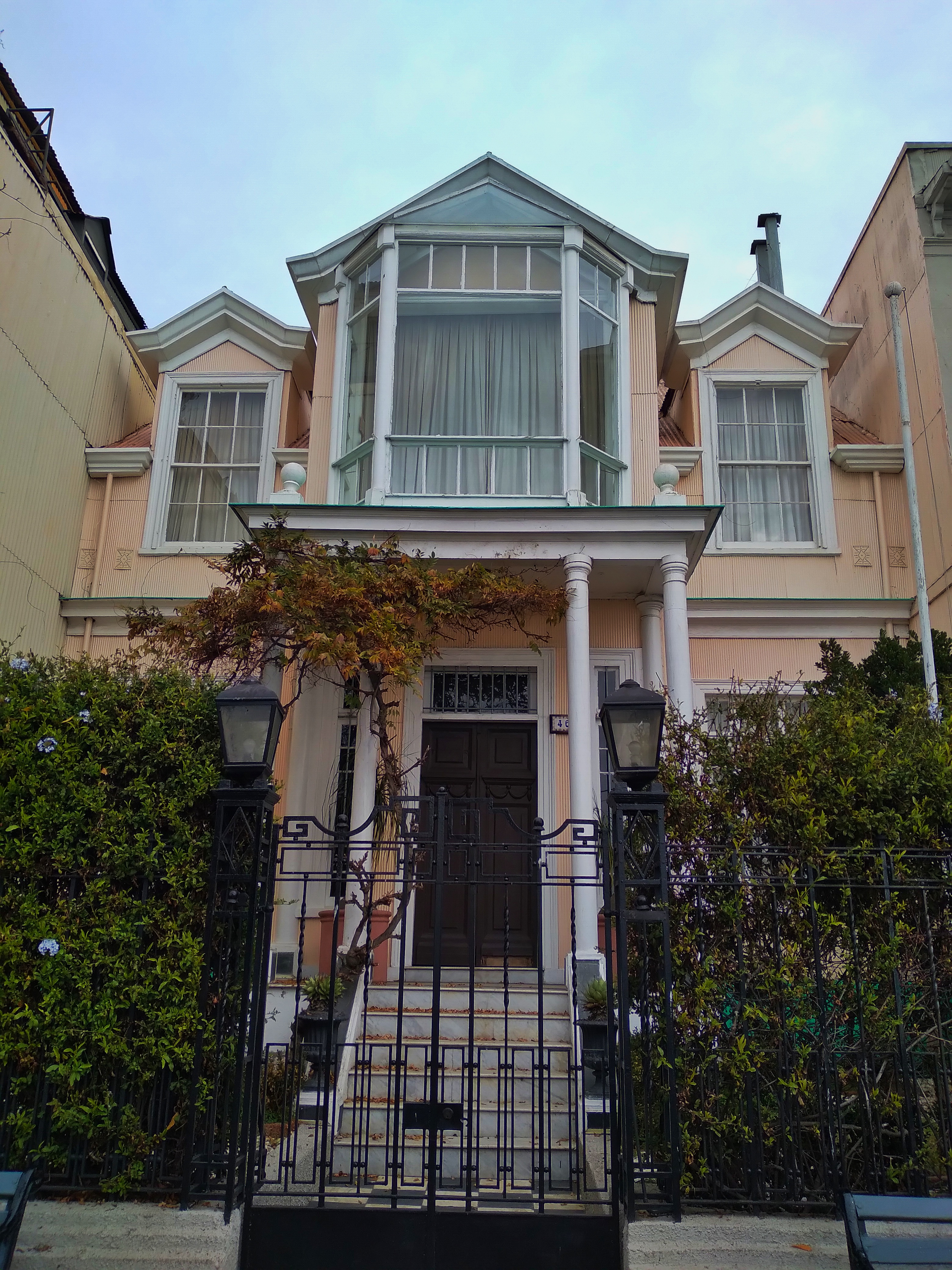
Viktorianisches Haus
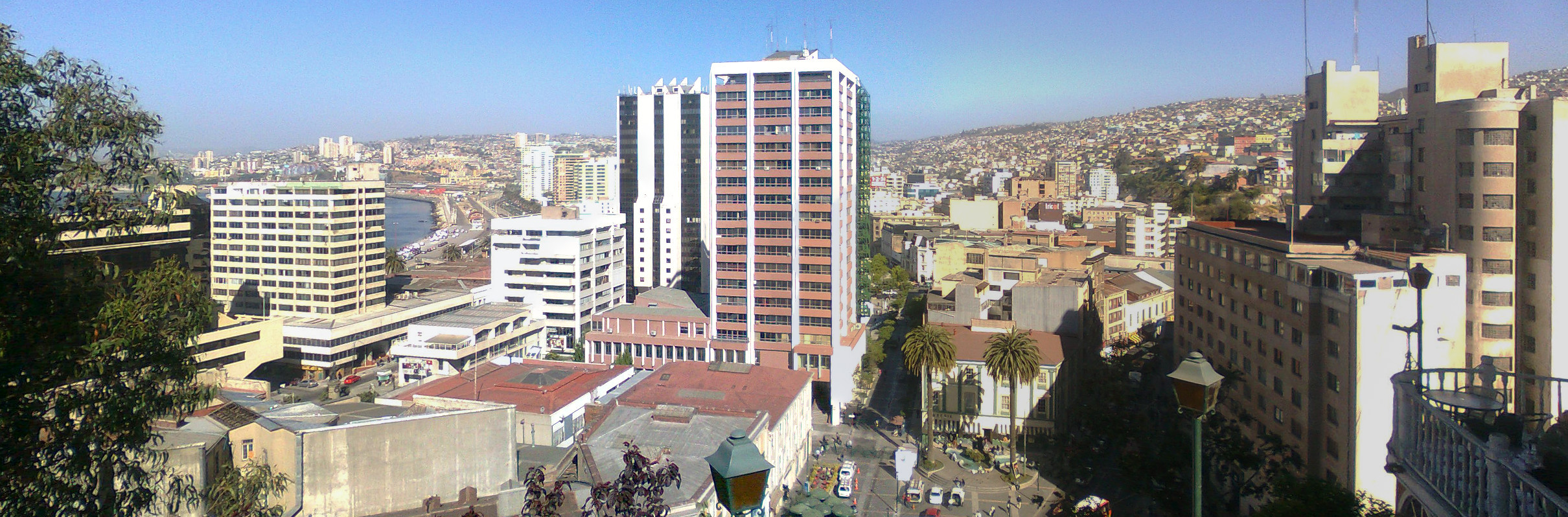
Blick auf den flachen Teil der Stadt vom Aussichtspunkt
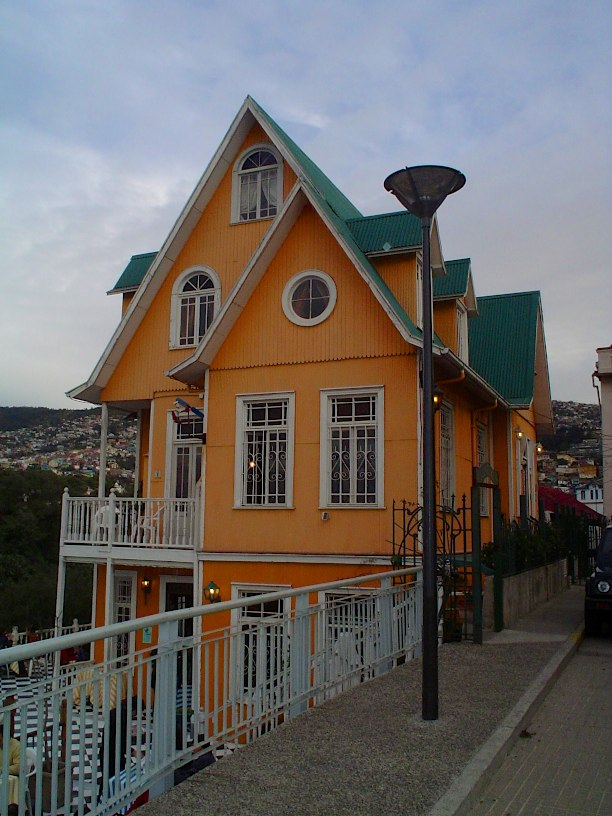
Café und Hotel an einer Ecke der Promenade